# Sylvain Cambreling
Pour les articles homonymes, voir Cambreling.
Sylvain Cambreling (né à Amiens le 2 juillet 1948) est un chef d'orchestre français.

## Biographie
Sylvain Cambreling étudie au lycée Louis-Thuillier d'Amiens et poursuit ses études musicales au Conservatoire de Paris.
En 1971, il est tromboniste à l’Orchestre symphonique de Lyon et à l’Opéra national de Lyon, où il devient l’adjoint du directeur musical entre 1975 et 1981. En 1976, Pierre Boulez l’engage à l’Ensemble intercontemporain à Paris comme premier chef invité.
Depuis le milieu des années 1990, il collabore régulièrement avec le chorégraphe belge de danse contemporaine Alain Platel au sein du collectif des Ballets C de la B.

### Chef d’opéra
En 1981, Gerard Mortier le nomme directeur musical du Théâtre royal de la Monnaie à Bruxelles où, dix années durant, il participe à de nouvelles productions signées Luc Bondy, Patrice Chéreau, Karl-Ernst Herrmann, Peter Mussbach et Herbert Wernicke.
Sylvain Cambreling est invité au Metropolitan Opera (1985, 1989), à la Scala de Milan (1984) et à l’Opéra national de Vienne (1991).
En 1992, il dirige à l’Opéra de la Bastille Saint François d’Assise d’Olivier Messiaen, mis en scène par Peter Sellars[réf. nécessaire].
Il dirige régulièrement depuis 1985 au Festival de Salzbourg, et participe à cette occasion à Pelléas et Mélisande de Claude Debussy avec l’Orchestre Philharmonia (mise en scène Robert Wilson), Katia Kabanova de Janáček (mise en scène Christoph Marthaler), La Damnation de Faust et Les Troyens de Berlioz, Cronaca de Luogo de Luciano Berio. En 2002, il dirige Don Giovanni au Metropolitan Opera de New York.
Entre 1993 et 1997, Sylvain Cambreling fut par ailleurs intendant et directeur musical de l’Opéra de Francfort, assurant en outre la direction artistique de la saison de concerts organisée par la Société des musées de la ville. Wozzeck, Don Giovanni, les Noces de Figaro (mises en scène de Peter Mussbach), la tétralogie (Herbert Wernicke), Idomenée (Johannes Schütz), furent autant de productions qui marquèrent sa direction artistique dans ce théâtre. Il engage alors une collaboration artistique avec le metteur en scène suisse Christoph Marthaler, cosignant avec lui quelques productions remarquées : Pelléas et Mélisande (1994), Luisa Miller (1996), Fidelio (1997). Pour la saison 1993-94, il est désigné chef de l’année par le magazine allemand Opernwelt. Deux ans plus tard, c’est l’Opéra de Francfort, dont il assure la direction artistique, qui est élu opéra de l’année.
Quelques premières :
- 19 août 1999 – Felsenreitschule, La damnation de Faust
- 24 juillet 2000 – Grosses Festspielhaus, Les Troyens
- 25 juillet 2001 – Kleines Festspielhaus, Le Nozze di Figaro
- 13 septembre 2003 – Jahrhunderthalle Bochum, Saint François d'Assise
- 24 janvier 2004 – Staatsoper Stuttgart, Več Makropulos
- 6 octobre 2004 – Opéra Bastille, Saint François d'Assise
- 1er décembre 2005 – Opéra Bastille, L'Amour des trois oranges
- 27 janvier 2006 – Palais Garnier, Il dissoluto punito Ossia il Don Giovanni
- 3 mai 2006 – Opéra Bastille, Simon Boccanegra
- 2 mars 2007 – Opéra Bastille, Louise
- 16 juin 2007 – Palais Garnier, La Traviata
- 13 septembre 2007 – Opéra Bastille, Ariane et Barbe-Bleue
- 29 mars 2008 - Opéra Bastille, Wozzeck
- 25 novembre 2008 - Palais Garnier, Fidelio

### Chef invité
Parallèlement à son activité de chef d’opéra, Sylvain Cambreling dirige au concert la plupart des grands orchestres : (Orchestre philharmonique de Vienne, Orchestre philharmonique de Berlin, Orchestre de Cleveland, Orchestre philharmonique de Los Angeles, Orchestre symphonique de Cincinnati, Orchestre symphonique de Montréal, Orchestre philharmonique de Monte-Carlo, Orchestre philharmonique d'Oslo, Orchestre symphonique de la BBC, Orchestre symphonique de la NDR et Orchestre symphonique de la Radiodiffusion bavaroise, Orchestre de Paris, Staatskapelle de Dresde, Orchestre philharmonique tchèque).
Sylvain Cambreling est chef invité du Klangforum de Vienne et, depuis la saison 1999–2000, chef principal de l’Orchestre symphonique de la SWR de Baden-Baden.
Avril 2010 - Mars 2013: chef principal de The Yomiuri Nippon Symphony Orchestra.

### Distinctions
- Commandeur de l'ordre des Arts et des Lettres en 2000, en qualité de « chef d'orchestre »[1]

Sylvain Cambreling est lauréat du Grand prix européen des chefs d’orchestre, témoignage de son engagement en faveur de la musique d’aujourd’hui.

### Vie privée
Il fut pendant 35 ans le compagnon de Gerard Mortier.

## Sources
1. ↑  « Bulletin officiel des décorations, médailles et récompenses no 02 du 11/03/2000 - Légifrance », sur www.legifrance.gouv.fr (consulté le 4 novembre 2023)

- www.sylvaincambreling.com
- SWR Sinfonieorchester
- Klangforum
- Yomiuri Nippon Symphony Orchestra
- Sylvain Cambreling at Vanwalsum Management